# Xylotrechus olexai
Xylotrechus olexai är en skalbaggsart som beskrevs av Holzschuh 1992. Xylotrechus olexai ingår i släktet Xylotrechus och familjen långhorningar. Inga underarter finns listade i Catalogue of Life.